# Olympus F1
O Olympus F1 (anteriormente denominado de L-SAT 1) foi um satélite de comunicação experimental geoestacionário europeu que foi construído pelas empresas British Aerospace BAe, Alenia Spazio, Marconi Space e Alcatel-Bell, ele esteve localizado na posição orbital de 19 graus de longitude oeste e foi operado pela Agência Espacial Europeia. O satélite foi baseado na plataforma L-Sat Bus e sua expectativa de vida útil era de 5 anos.

## Lançamento
O satélite foi lançado com sucesso ao espaço no dia 12 de julho de 1989, por meio de um veiculo Ariane 3 lançado a partir do Centro Espacial de Kourou, na Guiana Francesa. Ele tinha uma massa de lançamento de 2 595 kg.